# Орли (Мазовецьке воєводство)
Орли (пол. Orły) — село в Польщі, у гміні Ожарув-Мазовецький Варшавського-Західного повіту Мазовецького воєводства.
Населення — 48 осіб (2011).
У 1975-1998 роках село належало до Варшавського воєводства.

## Демографія
Демографічна структура станом на 31 березня 2011 року:
|          | Загалом | Допрацездатний вік | Працездатний вік | Постпрацездатний вік |
| -------- | ------- | ------------------ | ---------------- | -------------------- |
| Чоловіки | 25      | 6                  | 14               | 5                    |
| Жінки    | 23      | 4                  | 14               | 5                    |
| Разом    | 48      | 10                 | 28               | 10                   |